# Obytná dodávka

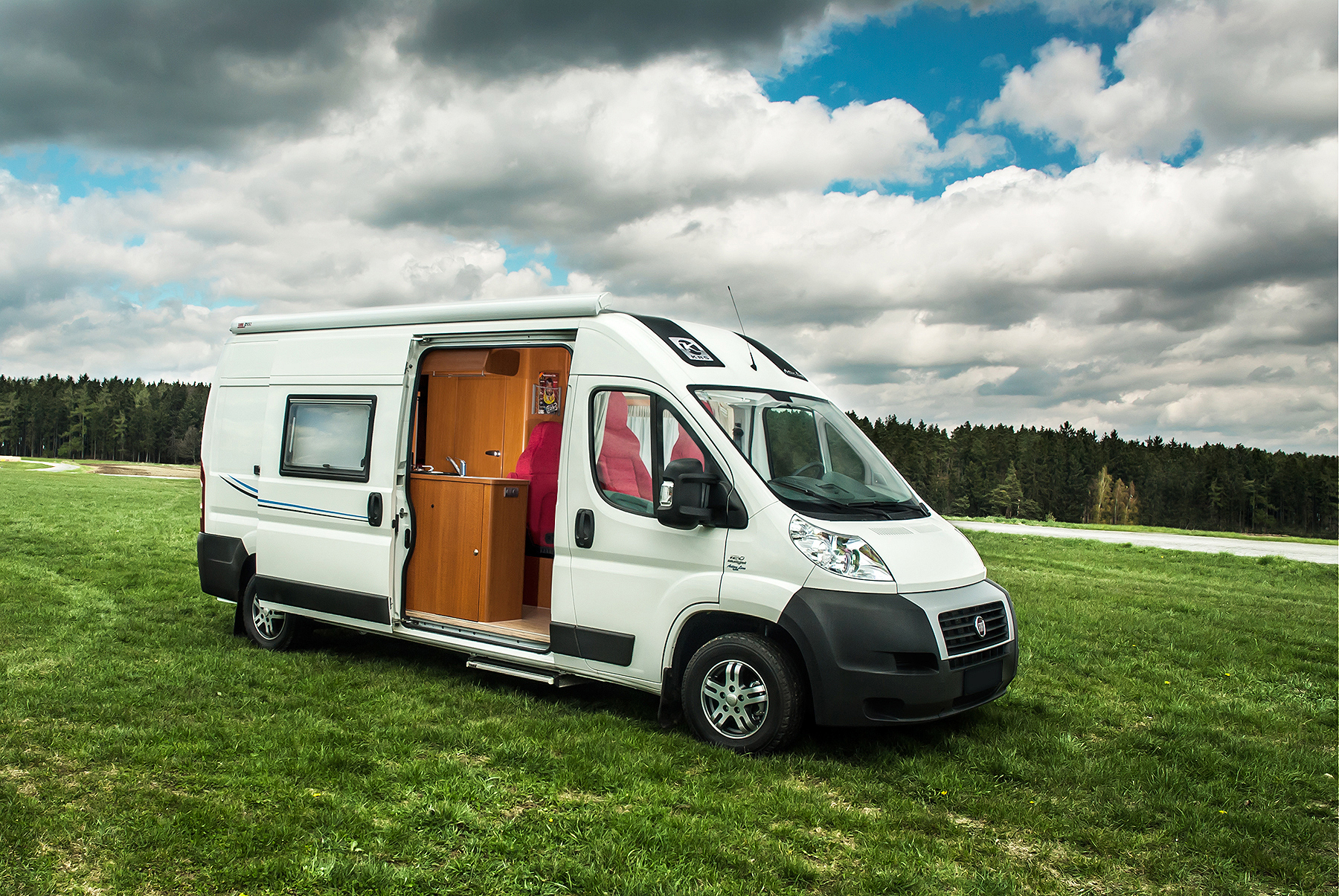
Obytná dodávka

Obytná dodávka je sériově vyráběný dodávkový vůz, který je následně přestavěn na obytný vůz. Přestavba spočívá zejména v úpravě interiéru původního nákladového prostoru tak, aby vyhovovala potřebám cestovatele. Původní karoserie, která je svařena z lisovaných plechových dílců zůstává ve většině případů přestaveb na obytný vůz zachována ve svém původním tvaru a rozměrech. Existují však i různé GFK nástavby (laminátové) na střešní plášť dodávkového vozidla, které se instalují opět na původní karoserii vozu, čímž se zvýší nejen celkově vozidlo samotné, ale především nákladový prostor, do kterého je pak následně možné instalovat například podstropní lůžka. Tento specifický druh obytného vozu skýtá poměrně dobrou pasivní bezpečnost posádky, zachovává si svoji velmi dobrou dynamiku a přitom zůstává na první pohled nenápadným autem. Obytnou dodávku proto využívají zejména cestovatele, kteří potřebují pro své zejména poznávací a expediční cesty zázemí, které poskytuje klasický obytný vůz, nebo karavan, ale potřebují být zároveň nenápadní vůči svému okolí.

## Historie
Historie obytných dodávek sahá do počátku 50. let 20. stol., kdy jako první v Evropě postavila vůz tohoto typu společnost Westfalia na podvozku legendárního VW Transporter. Obytná dodávka byla určena pro anglické vojáky, kteří se tehdy navraceli do své domoviny a pro cestu si zvolili právě takto upravený, původně dodávkový vůz. Zcela původní požadavek, který zavdal vzniku tohoto druhu obytného vozidla byl naprosto pragmatický. "Vyrobte nám takový vůz, který bude malý, pohyblivý, nenápadný a bude v něm variabilní nábytek, včetně kuchyňky, lavice pro další tři spolucestující a budeme se v něm cítit jako doma". Takto vznikla první obytná dodávka na podvozku Volkswagen T1, nazývaný Bulli.

## Současnost
Postupem doby se tento fenomén rozšířil mezi cestovateli a výrobci nejen v Evropě, ale i v zámoří. Dnes je na evropském trhu mnoho výrobců, kteří se zabývají výrobou obytných dodávek velkosériově. V České republice se výrobou obytných dodávek zabývá například společnost KRS, která vyrábí malosériově obytné vozy na platformě užitkových vozidel Fiat Ducato, MB Sprinter, Citroën Jumper, Peugeot Boxer a dalších.
Samotná přestavba užitkového vozu spočívá zejména v tepelné izolaci karoserie, obložení stěn a stropu, stavbou nábytku ze speciální lehčené překližky, jejímž základem je topolové dřevo, osazením oken do boku a stropu vozidla, rozvodem elektroinstalace 12 V a 230 V, instalováním naftového, nebo plynového topení, včetně ohřevu vody pro sprchování v uzavřené sprchovací kabince.
Součástí přestavby je pak dále dosazení sedadel ve druhé řadě, které lze v mnoha případech rozložit na lůžko. Dále se instaluje rozvod vody, plynu, zásobníky vody, stejně tak i odpadní nádrže. Součástí každého vozu je dnes i speciální chemické WC a kompletní kuchyňské zázemí včetně vařiče, lednice a tekoucí teplé a studené vody.

## Druhy obytných dodávek do 3,5t celkové hmotnosti
Jednotlivé druhy obytných dodávek lze specifikovat dle jejich zamýšlenému využití.
- cestovní a poznávací

Základním druhem obytné dodávky je cestovní a poznávací varianta. Jedná se o upravené původní užitkové vozidlo, které uvnitř skýtá kompletní zázemí obytného vozu. Na první pohled bývá naprosto nenápadným pro své okolí a z vnějšího pohledu se nikterak zásadně neliší od jiných obyčejných dodávkových vozidel dané značky. Rozpoznat jej můžeme například dle počtu instalovaných bočních oken v plechové karoserii, nebo designových polepů na karoserii. Většinou se jedná o čtyřmístné vozidlo registrované v kategorii M1 osobní obytný, nebo v kategorii N1 speciální obytný vůz. V obou případech se jedná o vozidlo s celkovou hmotností do 3,5t a k řízení tak postačuje řidičské oprávnění skupiny "B". Vnitřní uspořádání a výbava interiéru obytné dodávky je variabilní, kdy každý výrobce nabízí několik základních půdorysů, ze kterých si uživatel může vybrat pro své účely tu nejvhodnější.
- expediční
- pro sport a volnočasové využití
- speciální

## Galerie

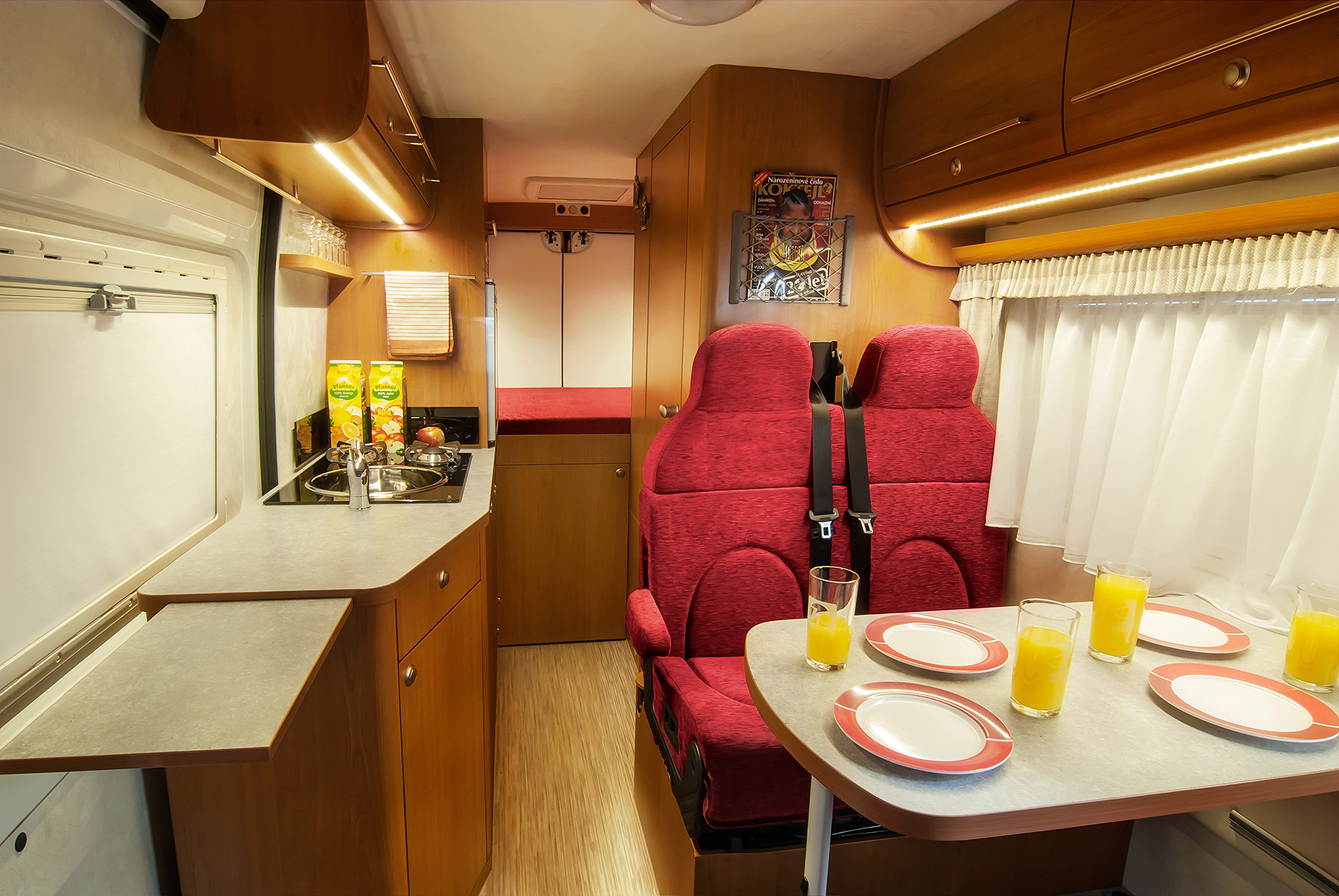
interiér obytné dodávky Fiat Ducato
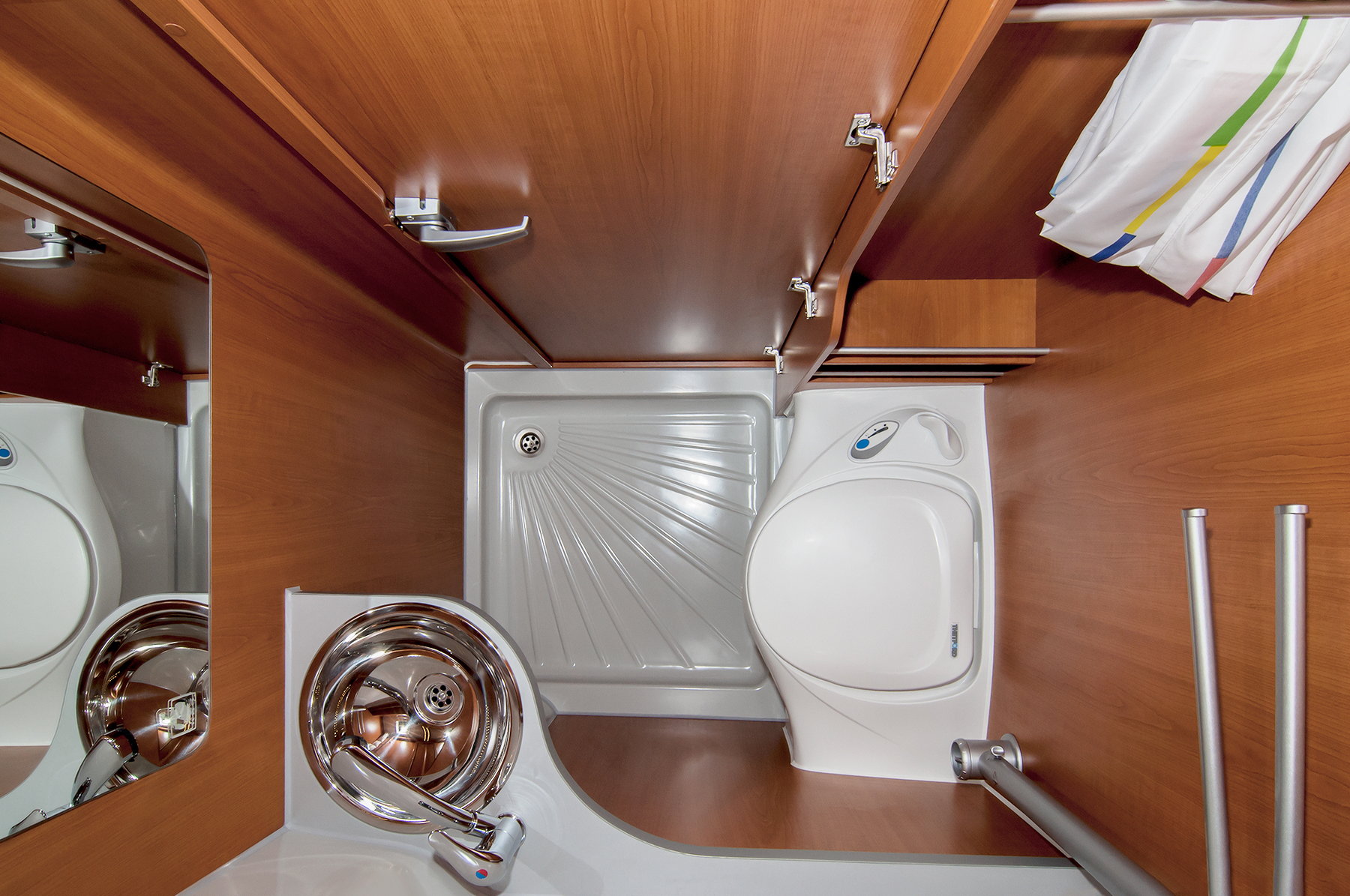
Sprchovací kabina s vestavěným chemickým WC
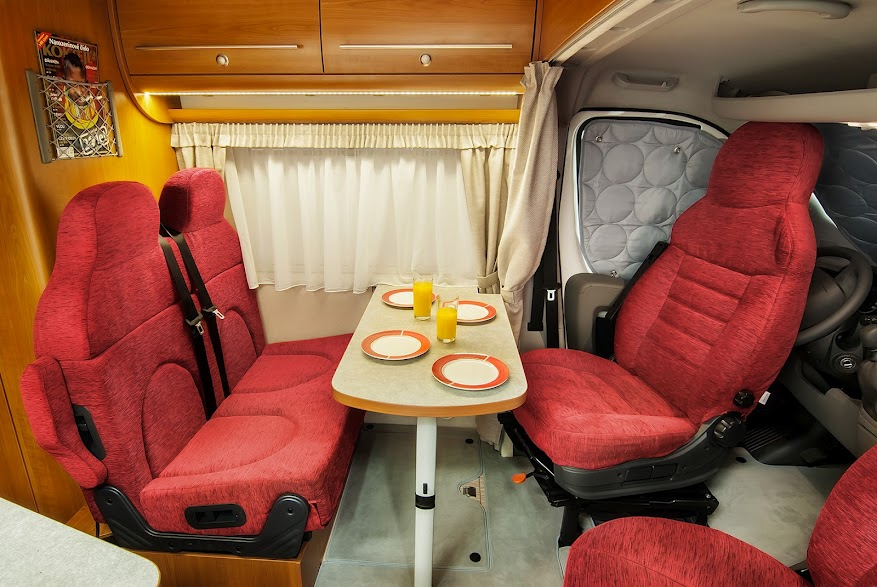
interiér obytné dodávky
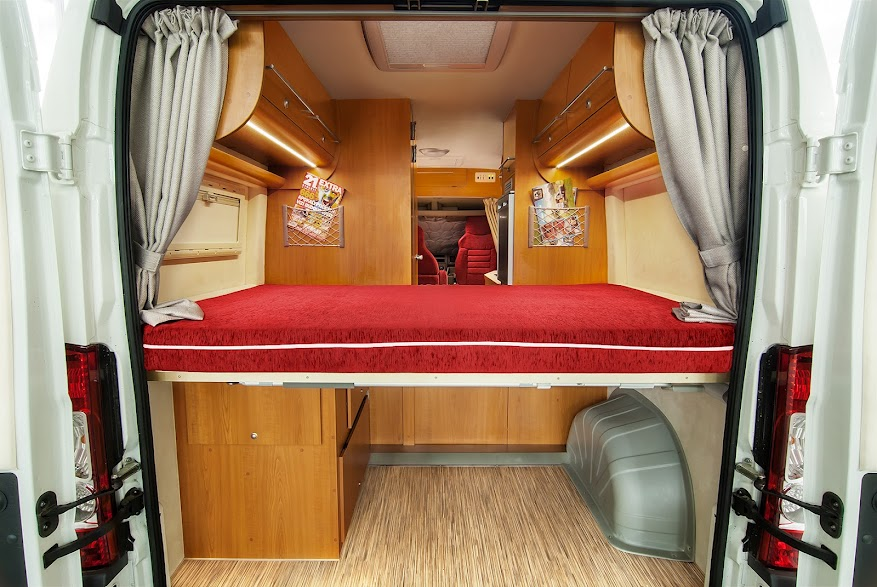
lůžková část obytné dodávky
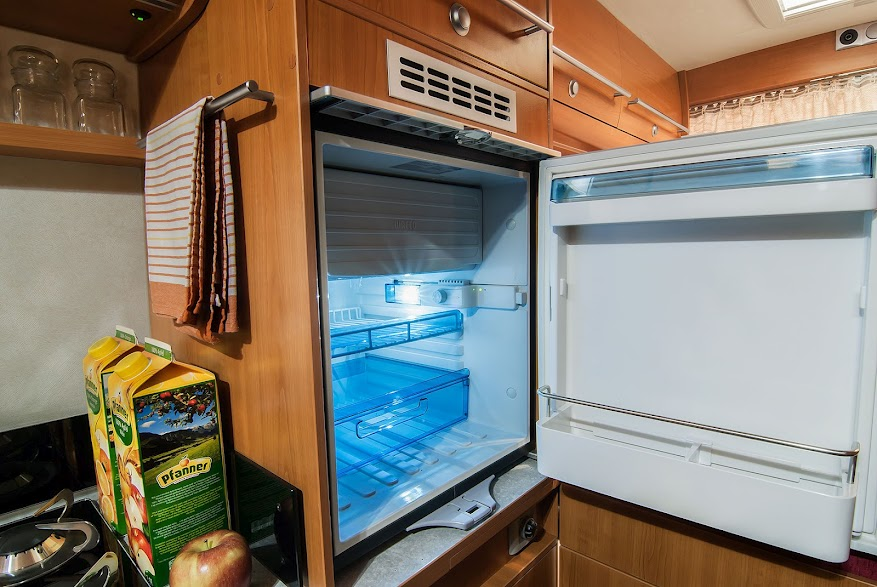
vestavěná lednice v kuchyňce obytné dodávky